# 2 of Us
『2 of Us』（トゥ・オブ・アス）は、日本のロックバンド・Do As Infinityが2015年から2016年に掛けて行った企画である。

## 概要
既発シングルの表題曲から選曲された16曲を大渡亮がリアレンジ、ボーカルとギターだけで再レコーディングして2015年10月21日から16週連続で発表する配信限定シングルとして始まった自主企画プロジェクト。プロジェクト名には「私たち2人で」という意味が込められている。
この配信以前の10月12日に日比谷野外大音楽堂で開催された、メジャーデビュー16周年記念ライブ『Do As Infinity 16th Anniversary 〜October's Garden〜』にて同年12月10日にオフィシャルサイトで重大発表と記載したフライヤーを配布していて、当初の発表内容は同公演のライブ・アルバム『Do As Infinity 16th Anniversary 〜October's Garden〜』の発売発表だった。しかし、このプロジェクトの好評反響を受け、急遽配信対象から漏れた12曲を追加収録して後節のコンピレーション・アルバム2作品『2 of Us [BLUE] -14 Re:SINGLES-』『2 of Us [RED] -14 Re:SINGLES-』として2016年2月24日に同時発売することが決まったという。
さらに、同年3月23日には前述のインストゥルメンタルを収録した後節の『2 of Us BLUE -14 Re:SINGLES- "MINUS V"』『2 of Us RED -14 Re:SINGLES- "MINUS V"』が配信限定で発売された。「MINUS V」を冠した作品としては『Do As Infinity Instrumental Collection "MINUS V"』以来約10年ぶりとなった。この発売を記念して全28曲の「大渡亮 手書きコード譜」がオフィシャルサイトにて期間限定で公開された。

## 2 of Us BLUE -14 Re:SINGLES-
『2 of Us [BLUE] -14 Re:SINGLES-』（トゥ・オブ・アス・ブルー・フォーティーン・リ・シングルス）は、日本のロックバンド・Do As Infinityが2016年2月24日にavex traxから発売した4枚目（通算5枚目）のコンピレーションアルバムである。

### 内容
前作『Anime and Game COLLECTION』から約6ヶ月ぶり、フィジカルとしては前作『Do The Best "Great Supporters Selection"』『Do As Infinity Instrumental Collection "MINUS V"』から約9年11ヶ月ぶりの作品。
『2 of Us [RED] -14 Re:SINGLES-』『Do As Infinity 16th Anniversary 〜October's Garden〜』と同時発売された。
CD+DVD規格とCD+Blu-ray規格、CD規格の3形態で発売された。DVDとBlu-rayには収録曲のオリジナルバージョンのミュージック・ビデオ、特典映像としてメンバーによる副音声オーディオコメンタリーが収録された。

### 収録曲
1. We are. [2 of Us] [4:38]
作詞・作曲：D・A・I
編曲：Ryo Owatari
9th配信限定シングルの表題曲。
2. 遠くまで [2 of Us] [4:09]
作詞・作曲：D・A・I
編曲：Ryo Owatari
2nd配信限定シングルの表題曲。
3. 柊 [2 of Us] [4:33]
作詞・作曲：D・A・I
編曲：Ryo Owatari
14th配信限定シングルの表題曲。
4. アリアドネの糸 [2 of Us] [4:08]
作詞：Do As Infinity、Hayato Kimura
作曲：Miki Watanabe
編曲：Ryo Owatari
25thシングルの表題曲のリアレンジバージョン。
5. 1/100 [2 of Us] [3:52]
作詞・編曲：Ryo Owatari
作曲：Katsumi Ohnishi
23rdシングルの収録曲のリアレンジバージョン。
6. Heart [2 of Us] [3:53]
作詞・作曲：D・A・I
編曲：Ryo Owatari
2ndシングルの表題曲のリアレンジバージョン。
7. Mysterious Magic [2 of Us] [3:56]
作詞：Kyasu Morizuki
作曲：Peter Mansson、Jonas Harmansson、Melisa Bester
編曲：Ryo Owatari
27thシングルの表題曲のリアレンジバージョン。
8. For the future [2 of Us] [4:14]
作詞・編曲：Ryo Owatari
作曲：D・A・I
12th配信限定シングルの表題曲。
9. 魔法の言葉〜Would you marry me?〜 [2 of Us] [4:42]
作詞・作曲：D・A・I
編曲：Ryo Owatari
6th配信限定シングルの表題曲。
10. 深い森 [2 of Us] [4:09]
作詞・作曲：D・A・I
編曲：Ryo Owatari
1st配信限定シングルの表題曲。
11. under the moon [2 of Us] [4:16]
作詞・作曲：D・A・I
編曲：Ryo Owatari
13thシングルの表題2曲目のリアレンジバージョン。
12. 陽のあたる坂道 [2 of Us] [4:47]
作詞・作曲：D・A・I
編曲：Ryo Owatari
16th配信限定シングルの表題曲。
13. 生まれゆくものたちへ [2 of Us] [4:29]
作詞：Kano Inoue、Junya Urushino
作曲：Yoshihiro Suda
編曲：Ryo Owatari
21stシングルの収録曲のリアレンジバージョン。
14. Yesterday & Today [2 of Us] [5:15]
作詞・作曲：D・A・I
編曲：Ryo Owatari
11th配信限定シングルの表題曲。

### 参加ミュージシャン
Do As Infinity
- 伴都美子：Vocal (全曲)
- 大渡亮：Guitar & Chorus (全曲)

## 2 of Us RED -14 Re:SINGLES-
『2 of Us [RED] -14 Re:SINGLES-』（トゥ・オブ・アス・レッド・フォーティーン・リ・シングルス）は、日本のロックバンド・Do As Infinityが2016年2月24日にavex traxから発売した5枚目（通算6枚目）のコンピレーションアルバムである。

### 内容
前作『Anime and Game COLLECTION』から約6ヶ月ぶり、フィジカルとしては前作『Do The Best "Great Supporters Selection"』『Do As Infinity Instrumental Collection "MINUS V"』から約9年11ヶ月ぶりの作品。
『2 of Us [BLUE] -14 Re:SINGLES-』『Do As Infinity 16th Anniversary 〜October's Garden〜』と同時発売された。
CD+DVD規格とCD+Blu-ray規格、CD規格の3形態で発売された。DVDとBlu-rayには収録曲のオリジナルバージョンのミュージック・ビデオ、特典映像としてメンバーによる副音声オーディオコメンタリーが収録された。

### 収録曲
1. 冒険者たち [2 of Us] [4:13]
作詞・作曲：D・A・I
編曲：Ryo Owatari
15th配信限定シングルの表題曲。
2. 君がいない未来 [2 of Us] [4:13]
作詞：Kyasu Morizuki、Tomiko Van、Kano Inoue
作曲：Katsumi Ohnishi
編曲：Ryo Owatari
22ndシングルの表題曲のリアレンジバージョン。
3. Desire [2 of Us] [4:16]
作詞・作曲：D・A・I
編曲：Ryo Owatari
4th配信限定シングルの表題曲。
4. 真実の詩 [2 of Us] [4:30]
作詞・作曲：D・A・I
編曲：Ryo Owatari
8th配信限定シングルの表題曲。
5. Week! [2 of Us] [4:04]
作詞・作曲：D・A・I
編曲：Ryo Owatari
5th配信限定シングルの表題曲。
6. under the sun [2 of Us] [3:57]
作詞・作曲：D・A・I
編曲：Ryo Owatari
7th配信限定シングルの表題曲。
7. rumble fish [2 of Us] [3:55]
作詞・作曲：D・A・I
編曲：Ryo Owatari
5thシングルの表題曲のリアレンジバージョン。
8. 楽園 [2 of Us] [4:00]
作詞・編曲：Ryo Owatari
作曲：D・A・I
13th配信限定シングルの表題曲。
9. Oasis [2 of Us] [4:45]
作詞・作曲：D・A・I
編曲：Ryo Owatari
10th配信限定シングルの表題曲。
10. 誓い [2 of Us] [4:12]
作詞：Kyasu Morizuki
作曲：Katsumi Ohnishi
編曲：Ryo Owatari
24thシングルの表題曲のリアレンジバージョン。
11. TAO [2 of Us] [3:59]
作詞：Phycho Kawamura
作曲：D・A・I
編曲：Ryo Owatari
20thシングルの表題曲のリアレンジバージョン。
12. 黄昏 [2 of Us] [4:56]
作詞：Kyasu Morizuki
作曲：Katsumi Ohnishi
編曲：Ryo Owatari
26thシングルの表題曲のリアレンジバージョン。
13. Tangerine Dream [2 of Us] [3:59]
作詞・作曲：D・A・I
編曲：Ryo Owatari
1stシングルの表題曲のリアレンジバージョン。
14. 本日ハ晴天ナリ [2 of Us] [4:06]
作詞・作曲：D・A・I
編曲：Ryo Owatari
3rd配信限定シングルの表題曲。

### 参加ミュージシャン
Do As Infinity
- 伴都美子：Vocal (全曲)
- 大渡亮：Guitar & Chorus (全曲)

## 2 of Us BLUE -14 Re:SINGLES- "MINUS V"
『2 of Us BLUE -14 Re:SINGLES- "MINUS V"』（トゥ・オブ・アス・ブルー・フォーティーン・リ・シングルス・マイナス・ブイ）は、日本のロックバンド・Do As Infinityが2016年3月23日にavex traxから発売した2枚目の配信限定アルバムである。

### 内容
前作『2 of Us [BLUE] -14 Re:SINGLES-』『2 of Us [RED] -14 Re:SINGLES-』『Do As Infinity 16th Anniversary 〜October's Garden〜』から1ヶ月ぶり、配信限定アルバムとしては前作『Anime and Game COLLECTION』から約7ヶ月ぶりの作品。
『2 of Us [RED] -14 Re:SINGLES- "MINUS V"』と同時発売された。
『2 of Us [BLUE] -14 Re:SINGLES-』の収録曲のインストゥルメンタルバージョンで構成されており、タイトルの「MINUS V」はマイナス伴都美子を意味している。

### 収録曲
1. We are. [2 of Us] (Instrumental) [4:38]
作曲：D・A・I
編曲：Ryo Owatari
2. 遠くまで [2 of Us] (Instrumental) [4:10]
作曲：D・A・I
編曲：Ryo Owatari
3. 柊 [2 of Us] (Instrumental) [4:35]
作曲：D・A・I
編曲：Ryo Owatari
4. アリアドネの糸 [2 of Us] (Instrumental) [4:08]
作曲：Miki Watanabe
編曲：Ryo Owatari
5. 1/100 [2 of Us] (Instrumental) [3:52]
作曲：Katsumi Ohnishi
編曲：Ryo Owatari
6. Heart [2 of Us] (Instrumental) [3:56]
作曲：D・A・I
編曲：Ryo Owatari
7. Mysterious Magic [2 of Us] (Instrumental) [3:57]
作曲：Peter Mansson、Jonas Harmansson、Melisa Bester
編曲：Ryo Owatari
8. For the future [2 of Us] (Instrumental) [4:14]
作曲：D・A・I
編曲：Ryo Owatari
9. 魔法の言葉〜Would you marry me?〜 [2 of Us] (Instrumental) [4:42]
作曲：D・A・I
編曲：Ryo Owatari
10. 深い森 [2 of Us] (Instrumental) [4:09]
作曲：D・A・I
編曲：Ryo Owatari
11. under the moon [2 of Us] (Instrumental) [4:16]
作曲：D・A・I
編曲：Ryo Owatari
12. 陽のあたる坂道 [2 of Us] (Instrumental) [4:47]
作曲：D・A・I
編曲：Ryo Owatari
13. 生まれゆくものたちへ [2 of Us] (Instrumental) [4:30]
作曲：Yoshihiro Suda
編曲：Ryo Owatari
14. Yesterday & Today [2 of Us] (Instrumental) [5:16]
作曲：D・A・I
編曲：Ryo Owatari

## 2 of Us RED -14 Re:SINGLES- "MINUS V"
『2 of Us RED -14 Re:SINGLES- "MINUS V"』（トゥ・オブ・アス・レッド・フォーティーン・リ・シングルス・マイナス・ブイ）は、日本のロックバンド・Do As Infinityが2016年3月23日にavex traxから発売した3枚目の配信限定アルバムである。

### 内容
前作『2 of Us [BLUE] -14 Re:SINGLES-』『2 of Us [RED] -14 Re:SINGLES-』『Do As Infinity 16th Anniversary 〜October's Garden〜』から1ヶ月ぶり、配信限定アルバムとしては前作『Anime and Game COLLECTION』から約7ヶ月ぶりの作品。
『2 of Us [BLUE] -14 Re:SINGLES- "MINUS V"』と同時発売された。
『2 of Us [RED] -14 Re:SINGLES-』の収録曲のインストゥルメンタルバージョンで構成されており、タイトルの「MINUS V」はマイナス伴都美子を意味している。

### 収録曲
1. 冒険者たち [2 of Us] (Instrumental) [4:13]
作曲：D・A・I
編曲：Ryo Owatari
2. 君がいない未来 [2 of Us] (Instrumental) [4:14]
作曲：Katsumi Ohnishi
編曲：Ryo Owatari
3. Desire [2 of Us] (Instrumental) [4:18]
作曲：D・A・I
編曲：Ryo Owatari
4. 真実の詩 [2 of Us] (Instrumental) [4:30]
作曲：D・A・I
編曲：Ryo Owatari
5. Week! [2 of Us] (Instrumental) [4:05]
作曲：D・A・I
編曲：Ryo Owatari
6. under the sun [2 of Us] (Instrumental) [4:00]
作曲：D・A・I
編曲：Ryo Owatari
7. rumble fish [2 of Us] (Instrumental) [3:56]
作曲：D・A・I
編曲：Ryo Owatari
8. 楽園 [2 of Us] (Instrumental) [4:02]
作曲：D・A・I
編曲：Ryo Owatari
9. Oasis [2 of Us] (Instrumental) [4:46]
作曲：D・A・I
編曲：Ryo Owatari
10. 誓い [2 of Us] (Instrumental) [4:13]
作曲：Katsumi Ohnishi
編曲：Ryo Owatari
11. TAO [2 of Us] (Instrumental) [4:00]
作曲：D・A・I
編曲：Ryo Owatari
12. 黄昏 [2 of Us] (Instrumental) [4:58]
作曲：Katsumi Ohnishi
編曲：Ryo Owatari
13. Tangerine Dream [2 of Us] (Instrumental) [4:00]
作曲：D・A・I
編曲：Ryo Owatari
14. 本日ハ晴天ナリ [2 of Us] (Instrumental) [4:06]
作曲：D・A・I
編曲：Ryo Owatari